# Idillio infranto
Idillio infranto - Film folkloristico pugliese è un film del 1931 diretto da Nello Mauri.
Il regista umbro realizzò ad Acquaviva delle Fonti, tra il 1930 e il 1931 uno degli ultimi film muti del cinema italiano, con protagonista femminile la moglie attrice, la diva Ida Mantovani da Milano. Entrambi in paese provenivano dall'Umbria.

## Trama
Carlo e Maria sono amanti. Lui è tornato dalla città, da Bari, dove si appena laureato. Lei è la figlia di un fattore, legata alla terra, quella di Alberobello, arsa dal sole e difficile da spietrare. Carlo teme che Maria lo tradisca, ignaro che il padre l'abbia venduta in sposa al padrone Silvestro per sanare i suoi debiti. Maria invece si oppone alle nozze con il padrone e viene cacciata di casa ma Carlo, roso dalla gelosia, è tornato a Bari dai suoi compagni d'Università per frequentare il Circolo della città, ascoltare jazz, perdersi tra fumo, divertimenti e gioco. V'incontra Silvana e ne diventa l'amante.
Dopo averlo atteso invano Maria cede alla volontà del padre e una volta sposa, inaspettatamente, scopre il calore del suo popolo, dei contadini. Al contrario, Carlo tornerà da lei troppo tardi, avendo tradito oltre a Maria anche la sua terra.
Il film si chiude con una tarantella, quando ancora quella danza era diffusa in provincia di Bari.

## Realizzazione tecnica
È il terzo film muto realizzato in Puglia. È molto importante per la storia del cinema della regione, perché soltanto tre pellicole mute risultano girate nella regione.
Furono effettuate le riprese dal fotografo Raoul Giovanni Perugini interamente in Puglia. Il film fu ambientato ad Alberobello e Bari. Ma la storia fu girata in gran parte nel paese di Acquaviva delle Fonti, con alcune scene filmate anche nelle campagne della Murgia, tra Gioia del Colle, Cassano delle Murge, Santeramo in Colle, e con alcuni scorci della città di Bari.
Il produttore non professionista Orazio Leonardo Luca Filippo Achille Campanella (1900-1986) da Acquaviva delle Fonti fondò la Apulia Cine e realizzò il suo sogno di celluloide, coinvolgendo tutta la cittadinanza. La pellicola, ovviamente in bianco e nero, ha una durata di 53 minuti.
“Nel 1931 per la prima volta, su una pellicola cinematografica, appare Bari. Dal parabrezza di una vecchia auto d'epoca s'affacciano, nella lunga sequenza, corso Vittorio Emanuele, il teatro Margherita, il lungomare e via Sparano, dove s'intravedono Mincuzzi e gli altri negozi. Poi la cinepresa s'addentra nei circoli dove si gioca a carte e si fuma, e dove fumano anche le donne, femmes fatales, le cui passioni traviano i sani ragazzotti della provincia.”
"La Bari del Teatro Margherita, la Bari del 1930, che noi pensiamo con uno sguardo miserabilista, come si fa quando si guarda al passato. È invece una società già complessa, già ricca. È un mondo contadino che sta dissodando le pietre della campagna di Alberobello. È un modo di rivivere il rapporto con la nostra storia ed è importante straordinario ed emozionante.”

## Prima

Il produttore Orazio Campanella

Il film è stato proiettato in prima visione in un fine settimana del 1933 al Cinema Reale di Acquaviva delle Fonti, (si trattava del Salone delle Feste del Palazzo De Mari).  Per realizzare il film, il produttore Orazio Campanella, un ricco possidente di Acquaviva delle Fonti, creò l’Apulia Cine, che ebbe, però, vita breve.
“Un imprenditore amante del cinema e della fotografia, convinto che il cinema era l'arte e l'affare del futuro e fondò la Apulia, stabilimento di arte cinematografica. Ingaggiò un'attrice piuttosto nota, Ida Mantovani, e con Raoul Perugini, un marchigiano trasferitosi ad Acquaviva per aprire un laboratorio fotografico, decise di realizzare un film. Ingaggiò il regista Nello Mauri, e con i due scrisse soggetto e sceneggiatura del film. Ma il lavoro andava per le lunghe, e i soldi non bastavano. Campanella vendette alcune terre per finanziare la produzione. Il film uscì nelle sale di Acquaviva, Conversano, Alberobello”.

## Critica
“Una vicenda d'amore svolgentesi nelle zone caratteristiche della nostra terra di Puglia”, come è scritto sulla locandina sulla quale si parla di un “film folkloristico”, volendo indicare che si tratta di una storia popolare. La locandina invita a “visionare il primo esperimento riuscito di Cinematografia Pugliese”.
“C'è la scena di Lei che viene cacciata di casa e che sembra, prima di raggiungere la zia, fare una vera e propria Via Crucis, sembra un pezzettino di Gerusalemme. Ed anche la sofferenza della donna di città, è una sofferenza moderna, è una sofferenza messa a fuoco da questa pellicola.”
"II film è una vicenda d'amore in un'atmosfera di verità e di originalità. Non visioni di traffici, automobili o palazzi lussuosi, non fumaioli di officine infuocate, ma soltanto la visione di un lembo di Puglia nella sua bella cornice di ulivi, silenzioso e solitario con i suoi costumi all'antica e la sua semplice vita".
"In effetti, anche se la realizzazione può apparire modesta - ma non è molto dissimile da altri film coevi tra muto e sonoro, ispirati al dualismo città / campagna – Idillio infranto, senza essere pedantemente documentaristico, ci riporta, alla visione odierna, uno squarcio di vita dell'Italia di quegli anni e risulta per certi versi, più fresco e genuino della contemporanea produzione nazionale".
Oscar Iarussi parla di “un'impresa culturale” e sostiene che “col suo presagio di neorealismo, il film vive su un orlo estremo il crepuscolo del silenzio” e “vale anche come un nitido invito al cinema, a ricomporre l'idillio infranto tra il Sud e le sue visioni”.
“Sono colpito dal fatto che un film pensato nel 1930 è privo di qualunque retorica di quelle che il regime in qualche maniera immetteva quasi come un dato naturale nel DNA delle produzioni culturali. Un film in cui le figure femminili sono di una autenticità, raccontano di una sofferenza figlia di questa condizione di soggezione al patriarcato a rapporti sociali arcaici. C'è un accenno di conflitto sociale di lotte contadine e c'è sullo sfondo il contrasto tra città e campagna, non assunto soltanto come un dato sociologico, ma come una complessità di mondi, ciascuno dei quali non è uno stereotipo”.
“Storiellina quasi muta in tre parti, scritta in versi perché la prosa sta nel contenuto”, come viene proposto in una divertente poesia (Cinemà… Cinemà), dedicata nel 1938 al film, da Giacomo Rossi (1896-1941), poeta.

## Restauro del film
L'unica copia fu conservata in una cassapanca nella villa del produttore, dove fu ritrovata intorno al 1986: ora, in 35 mm, è custodita presso la Cineteca Nazionale.
Il film è stato restaurato due volte. Nel 1995 con procedimento tradizionale e nel 2010 passando per il digitale. Di questa versione, edita con una colonna sonora originale, è stata prodotta una copia su pellicola 35 mm depositata alla Cineteca Nazionale e una stampa su DVD edita dalla Teca del Mediterraneo con un apparato critico scritto da Oscar Iarussi, Angelo Amoroso d'Aragona, Nicola Girasole, Mario Musumeci, Anna C. Scamacca e Waldemaro Morgese.

## Partecipazione a Festival
Il film in data 25 giugno 2005 è stato proiettato a Procida al Procida Hall, per il festival "Il vento del cinema"
Al festival, diretto da Enrico Ghezzi, la proiezione è stata accompagnata dal vivo dall'orchestra Ariele artisti associati, diretta dal compositore Nico Girasole, che ha riscritto una nuova versione della colonna sonora. A volere questa presenza al festival di Procida sono stati i due curatori del programma cinéphile di Raitre "Fuori orario", Giuseppe Sansonna e Stefano Francia.
Il film è stato inoltre proiettato come “evento” anche a Toronto, a Istanbul ed a Roma nella Trevi.